# Макс Фриш (награда)
Литературната награда „Макс Фриш“ на град Цюрих (на немски: Max Frisch-Preis der Stadt Zürich) е учредена през 1996 г. в памет на Макс Фриш. С наградата се отличават писателки и писатели, „чието творчество в художествено безкомпромисна форма разглежда основните въпроси на демократичното общество“.
От 1998 г. отличието се присъжда на всеки четири години на автори от немскоезичната област.
Наградата е в размер на 50 000 швейцарски франка.

## Носители на наградата
- Танкред Дорст (1998)
- Йорг Щайнер (2002)
- Ралф Ротман (2006)
- Барбара Хонигман (2011)
- Роберт Менасе (2014)
- Мая Хадерлап (2018)[1]